# Davis Cup 2024 – baráž 1. světové skupiny
Baráž 1. světové skupiny Davis Cupu 2024 představovala dvanáct mezistátních tenisových zápasů hraných mezi 2. a 3., respektive 3. a 4.  únorem 2024. V rámci Davis Cupu 2024 se jí zúčastnilo dvacet čtyři družstev, která vytvořila dvanáct párů. Dvoudenní vzájemná mezistátní utkání se konala ve formátu domácího a hostujícího týmu do tři vítězných bodů (čtyři dvouhry a čtyřhra).
Vítězové postoupili do zářijové 1. světové skupiny 2024 a na poražené čekala účast ve 2. světové skupině 2024 hrané také v září.

## Přehled
Baráž 1. světové skupiny hrálo dvacet čtyři týmů:
- 12 poražených týmů z 1. světové skupiny 2023
- 12 vítězných týmů z 2. světové skupiny 2023

| Nasazené týmy 1. Kolumbie (20. ITF) 2. Japonsko (24.) 3. Rakousko (27.) 4. Ekvádor (28.) 5. Norsko (29.) 6. Rumunsko (30.) 7. Bosna a Hercegovina (33.) 8. Uzbekistán (36.) 9. Turecko (37.) 10. Dánsko (38.) 11. Indie (39.) 12. Litva (40.) | Nenasazené týmy - Nový Zéland (41.) - Mexiko (42.) - Bulharsko (43.) - Řecko (44.) - Pákistán (45.) - Lotyšsko (47.) - Libanon (48.) - Irsko (50.) - Polsko (51.) - Egypt (55.) - Lucembursko (64.) - Gruzie (66.) |

Žebříček ITF k 18. září 2023.
| Baráž 1. světové skupiny – 2.–3. a 3.–4. února 2024 | Baráž 1. světové skupiny – 2.–3. a 3.–4. února 2024 | Baráž 1. světové skupiny – 2.–3. a 3.–4. února 2024 | Baráž 1. světové skupiny – 2.–3. a 3.–4. února 2024 | Baráž 1. světové skupiny – 2.–3. a 3.–4. února 2024 | Baráž 1. světové skupiny – 2.–3. a 3.–4. února 2024 | Baráž 1. světové skupiny – 2.–3. a 3.–4. února 2024 |
| Domácí                                              | výsledek                                            | hosté                                               | místo konání                                        | areál / hala                                        | povrch                                              |                                                     |
| --------------------------------------------------- | --------------------------------------------------- | --------------------------------------------------- | --------------------------------------------------- | --------------------------------------------------- | --------------------------------------------------- | --------------------------------------------------- |
| Kolumbie [1]                                        | 3–2                                                 | Lucembursko                                         | Bogota                                              | Club Bellavista Colsubsidio                         | antuka                                              |                                                     |
| Libanon                                             | 1–3                                                 | Japonsko [2]                                        | Káhira (Egypt)                                      | Smash Sporting Club                                 | antuka                                              |                                                     |
| Irsko                                               | 0–4                                                 | Rakousko [3]                                        | Limerick                                            | UL Sport Arena                                      | tvrdý (hala)                                        |                                                     |
| Egypt                                               | 3–1                                                 | Ekvádor [4]                                         | Káhira                                              | Gezira Sporting Club                                | antuka                                              |                                                     |
| Norsko [5]                                          | 4–0                                                 | Lotyšsko                                            | Gjøvik                                              | Gjøvik Olympiske Fjellhall                          | tvrdý (hala)                                        |                                                     |
| Řecko                                               | 4–0                                                 | Rumunsko [6]                                        | Ano Liosia                                          | Olympijská hala Ano Liosia                          | tvrdý (hala)                                        |                                                     |
| Bulharsko                                           | 1–3                                                 | Bosna a Hercegovina [7]                             | Burgas                                              | Tennis Center Avenue                                | tvrdý (hala)                                        |                                                     |
| Uzbekistán [8]                                      | 0–4                                                 | Polsko                                              | Taškent                                             | Humo Arena                                          | tvrdý (hala)                                        |                                                     |
| Nový Zéland                                         | 1–3                                                 | Turecko [9]                                         | Auckland                                            | ASB Tennis Arena                                    | tvrdý                                               |                                                     |
| Mexiko                                              | 1–3                                                 | Dánsko [10]                                         | Zapopan                                             | Hacienda San Javier                                 | antuka                                              |                                                     |
| Pákistán                                            | 0–4                                                 | Indie [11]                                          | Islámábád                                           | Pákistánský sportovní komplex                       | tráva                                               |                                                     |
| Litva [12]                                          | 3–2                                                 | Gruzie                                              | Vilnius                                             | SEB Arena                                           | tvrdý (hala)                                        |                                                     |

## Zápasy baráže 1. světové skupiny

### Kolumbie vs. Lucembursko
| | Kolumbie | 3 :                                                                | 2    | Lucembursko |     |  |
| --- | -------- | ------------------------------------------------------------------ | ---- | ----------- | --- |  |
| Club Bellavista Colsubsidio, Bogota, Kolumbie 2.–3. února 2024 antuka |          |                                                                    |      |             |     |  |
| \| \| \| \| 1. \| 2. \| 3. \| \| \| -- \| \| ------------------------------------------------------------------ \| ---- \| ---- \| --- \| \| \| 1. \| \| Nicolás Mejía Chris Rodesch \| 63 7 \| 3 6 \| \| \| \| 2. \| \| Adrià Soriano Alex Knaff \| 4 6 \| 6 2 \| 4 6 \| \| \| 3. \| \| Nicolás Barrientos / Cristian Rodríguez Alex Knaff / Chris Rodesch \| 6 3 \| 61 7 \| 6 1 \| \| \| 4. \| \| Nicolás Mejía Alex Knaff \| 6 2 \| 6 3 \| \| \| \| 5. \| \| Adrià Soriano Chris Rodesch \| 6 3 \| 7 65 \| \| \| \| \| \| \| \| \| \| \| \| \| \| \| \| \| \| \| \| \| \| \| \| \| \| \| \| \| \| \| \| \| \| \| \| \| \| \| \| \| \| \| |          |                                                                    |      |             |     |  |
| |          |                                                                    | 1.   | 2.          | 3.  |  |
| 1. |          | Nicolás Mejía Chris Rodesch                                        | 63 7 | 3 6         |     |  |
| 2. |          | Adrià Soriano Alex Knaff                                           | 4 6  | 6 2         | 4 6 |  |
| 3. |          | Nicolás Barrientos / Cristian Rodríguez Alex Knaff / Chris Rodesch | 6 3  | 61 7        | 6 1 |  |
| 4. |          | Nicolás Mejía Alex Knaff                                           | 6 2  | 6 3         |     |  |
| 5. |          | Adrià Soriano Chris Rodesch                                        | 6 3  | 7 65        |     |  |
| |          |                                                                    |      |             |     |  |
| |          |                                                                    |      |             |     |  |
| |          |                                                                    |      |             |     |  |
| |          |                                                                    |      |             |     |  |
| |          |                                                                    |      |             |     |  |

### Libanon vs. Japonsko
| | Libanon | 1 :                                                             | 3   | Japonsko |     |            |
| --- | ------- | --------------------------------------------------------------- | --- | -------- | --- | ---------- |
| Smash Sporting Club, Káhira, Egypt 2.–3. února 2024 antuka |         |                                                                 |     |          |     |            |
| \| \| \| \| 1. \| 2. \| 3. \| \| \| -- \| \| --------------------------------------------------------------- \| --- \| ---- \| --- \| ---------- \| \| 1. \| \| Hady Habib Jošihito Nišioka \| 3 6 \| 4 6 \| \| \| \| 2. \| \| Benjamin Hassan Josuke Watanuki \| 6 2 \| 7 63 \| \| \| \| 3. \| \| Hady Habib / Benjamin Hassan Jošihito Nišioka / Josuke Watanuki \| 5 7 \| 5 7 \| \| \| \| 4. \| \| Benjamin Hassan Jošihito Nišioka \| 6 1 \| 62 7 \| 4 6 \| \| \| 5. \| \| Hady Habib Josuke Watanuki \| \| \| \| nehrálo se \| \| \| \| \| \| \| \| \| \| \| \| \| \| \| \| \| \| \| \| \| \| \| \| \| \| \| \| \| \| \| \| \| \| \| \| \| \| \| \| \| |         |                                                                 |     |          |     |            |
| |         |                                                                 | 1.  | 2.       | 3.  |            |
| 1. |         | Hady Habib Jošihito Nišioka                                     | 3 6 | 4 6      |     |            |
| 2. |         | Benjamin Hassan Josuke Watanuki                                 | 6 2 | 7 63     |     |            |
| 3. |         | Hady Habib / Benjamin Hassan Jošihito Nišioka / Josuke Watanuki | 5 7 | 5 7      |     |            |
| 4. |         | Benjamin Hassan Jošihito Nišioka                                | 6 1 | 62 7     | 4 6 |            |
| 5. |         | Hady Habib Josuke Watanuki                                      |     |          |     | nehrálo se |
| |         |                                                                 |     |          |     |            |
| |         |                                                                 |     |          |     |            |
| |         |                                                                 |     |          |     |            |
| |         |                                                                 |     |          |     |            |
| |         |                                                                 |     |          |     |            |

### Irsko vs. Rakousko
| | Irsko | 0 :                                                         | 4    | Rakousko |          |            |
| --- | ----- | ----------------------------------------------------------- | ---- | -------- | -------- | ---------- |
| UL Sport Arena, Limerick, Irsko 3.–4. února 2024 tvrdý (hala) |       |                                                             |      |          |          |            |
| \| \| \| \| 1. \| 2. \| 3. \| \| \| -- \| \| ----------------------------------------------------------- \| ---- \| ---- \| -------- \| ---------- \| \| 1. \| \| Michael Agwi Dominic Thiem \| 6 78 \| 3 6 \| \| \| \| 2. \| \| Osgar O'Hoisin Sebastian Ofner \| 4 6 \| 4 6 \| \| \| \| 3. \| \| Conor Gannon / David O'Hare Alexander Erler / Lucas Miedler \| 1 6 \| 65 7 \| \| \| \| 4. \| \| Michael Agwi Lucas Miedler \| 3 6 \| 6 3 \| [8] [10] \| \| \| 5. \| \| Osgar O'Hoisin Dominic Thiem \| \| \| \| nehrálo se \| \| \| \| \| \| \| \| \| \| \| \| \| \| \| \| \| \| \| \| \| \| \| \| \| \| \| \| \| \| \| \| \| \| \| \| \| \| \| \| \| |       |                                                             |      |          |          |            |
| |       |                                                             | 1.   | 2.       | 3.       |            |
| 1. |       | Michael Agwi Dominic Thiem                                  | 6 78 | 3 6      |          |            |
| 2. |       | Osgar O'Hoisin Sebastian Ofner                              | 4 6  | 4 6      |          |            |
| 3. |       | Conor Gannon / David O'Hare Alexander Erler / Lucas Miedler | 1 6  | 65 7     |          |            |
| 4. |       | Michael Agwi Lucas Miedler                                  | 3 6  | 6 3      | [8] [10] |            |
| 5. |       | Osgar O'Hoisin Dominic Thiem                                |      |          |          | nehrálo se |
| |       |                                                             |      |          |          |            |
| |       |                                                             |      |          |          |            |
| |       |                                                             |      |          |          |            |
| |       |                                                             |      |          |          |            |
| |       |                                                             |      |          |          |            |

### Egypt vs. Ekvádor
| | Egypt | 3 :                                                                   | 1    | Ekvádor |          |            |
| --- | ----- | --------------------------------------------------------------------- | ---- | ------- | -------- | ---------- |
| Gezira Sporting Club, Káhira, Egypt 2.–3. února 2024 antuka |       |                                                                       |      |         |          |            |
| \| \| \| \| 1. \| 2. \| 3. \| \| \| -- \| \| --------------------------------------------------------------------- \| ---- \| ----- \| -------- \| ---------- \| \| 1. \| \| Mohamed Safwat Álvaro Guillén Meza \| 4 6 \| 78 66 \| 78 66 \| \| \| 2. \| \| Amr Elsayed Emilio Gómez \| 7 5 \| 6 3 \| \| \| \| 3. \| \| Karim-Mohamed Maamoun / Mohamed Safwat Andrés Andrade / Diego Hidalgo \| 7 65 \| 7 63 \| \| \| \| 4. \| \| Michael Bassem Sobhy Andrés Andrade \| 6 4 \| 5 7 \| [7] [10] \| \| \| 5. \| \| Amr Elsayed Álvaro Guillén Meza \| \| \| \| nehrálo se \| \| \| \| \| \| \| \| \| \| \| \| \| \| \| \| \| \| \| \| \| \| \| \| \| \| \| \| \| \| \| \| \| \| \| \| \| \| \| \| \| |       |                                                                       |      |         |          |            |
| |       |                                                                       | 1.   | 2.      | 3.       |            |
| 1. |       | Mohamed Safwat Álvaro Guillén Meza                                    | 4 6  | 78 66   | 78 66    |            |
| 2. |       | Amr Elsayed Emilio Gómez                                              | 7 5  | 6 3     |          |            |
| 3. |       | Karim-Mohamed Maamoun / Mohamed Safwat Andrés Andrade / Diego Hidalgo | 7 65 | 7 63    |          |            |
| 4. |       | Michael Bassem Sobhy Andrés Andrade                                   | 6 4  | 5 7     | [7] [10] |            |
| 5. |       | Amr Elsayed Álvaro Guillén Meza                                       |      |         |          | nehrálo se |
| |       |                                                                       |      |         |          |            |
| |       |                                                                       |      |         |          |            |
| |       |                                                                       |      |         |          |            |
| |       |                                                                       |      |         |          |            |
| |       |                                                                       |      |         |          |            |

### Norsko vs. Lotyšsko
| | Norsko | 4 :                                                               | 0   | Lotyšsko |    |            |
| --- | ------ | ----------------------------------------------------------------- | --- | -------- | -- | ---------- |
| Gjøvik Olympiske Fjellha, Gjøvik, Norsko 2.–3. února 2024 tvrdý (hala) |        |                                                                   |     |          |    |            |
| \| \| \| \| 1. \| 2. \| 3. \| \| \| -- \| \| ----------------------------------------------------------------- \| --- \| --- \| -- \| ---------- \| \| 1. \| \| Viktor Durasovic Robert Strombachs \| 7 5 \| 6 2 \| \| \| \| 2. \| \| Casper Ruud Mārtiņš Rocēns \| 6 1 \| 6 1 \| \| \| \| 3. \| \| Viktor Durasovic / Casper Ruud Mārtiņš Rocēns / Robert Strombachs \| 6 1 \| 6 3 \| \| \| \| 4. \| \| Nicolai Budkov Kjær Dāvis Rolis \| 6 3 \| 6 4 \| \| \| \| 5. \| \| Viktor Durasovic Mārtiņš Rocēns \| \| \| \| nehrálo se \| \| \| \| \| \| \| \| \| \| \| \| \| \| \| \| \| \| \| \| \| \| \| \| \| \| \| \| \| \| \| \| \| \| \| \| \| \| \| \| \| |        |                                                                   |     |          |    |            |
| |        |                                                                   | 1.  | 2.       | 3. |            |
| 1. |        | Viktor Durasovic Robert Strombachs                                | 7 5 | 6 2      |    |            |
| 2. |        | Casper Ruud Mārtiņš Rocēns                                        | 6 1 | 6 1      |    |            |
| 3. |        | Viktor Durasovic / Casper Ruud Mārtiņš Rocēns / Robert Strombachs | 6 1 | 6 3      |    |            |
| 4. |        | Nicolai Budkov Kjær Dāvis Rolis                                   | 6 3 | 6 4      |    |            |
| 5. |        | Viktor Durasovic Mārtiņš Rocēns                                   |     |          |    | nehrálo se |
| |        |                                                                   |     |          |    |            |
| |        |                                                                   |     |          |    |            |
| |        |                                                                   |     |          |    |            |
| |        |                                                                   |     |          |    |            |
| |        |                                                                   |     |          |    |            |

### Řecko vs. Rumunsko
| | Řecko | 4 :                                                                     | 0    | Rumunsko |     |            |
| --- | ----- | ----------------------------------------------------------------------- | ---- | -------- | --- | ---------- |
| Olympijská hala Ano Liosia, Ano Liosia, Řecko 3.–4. února 2024 tvrdý (hala) |       |                                                                         |      |          |     |            |
| \| \| \| \| 1. \| 2. \| 3. \| \| \| -- \| \| ----------------------------------------------------------------------- \| ---- \| --- \| --- \| ---------- \| \| 1. \| \| Stefanos Tsitsipas Marius Copil \| 6 3 \| 6 4 \| \| \| \| 2. \| \| Aristotelis Thanos Nicholas David Ionel \| 4 6 \| 6 3 \| 6 2 \| \| \| 3. \| \| Petros Tsitsipas / Stefanos Tsitsipas Marius Copil / Victor Vlad Cornea \| 64 7 \| 6 3 \| 6 4 \| \| \| 4. \| \| Ioannis Xilas Luca Preda \| 6 1 \| 6 4 \| \| \| \| 5. \| \| Aristotelis Thanos Marius Copil \| \| \| \| nehrálo se \| \| \| \| \| \| \| \| \| \| \| \| \| \| \| \| \| \| \| \| \| \| \| \| \| \| \| \| \| \| \| \| \| \| \| \| \| \| \| \| \| |       |                                                                         |      |          |     |            |
| |       |                                                                         | 1.   | 2.       | 3.  |            |
| 1. |       | Stefanos Tsitsipas Marius Copil                                         | 6 3  | 6 4      |     |            |
| 2. |       | Aristotelis Thanos Nicholas David Ionel                                 | 4 6  | 6 3      | 6 2 |            |
| 3. |       | Petros Tsitsipas / Stefanos Tsitsipas Marius Copil / Victor Vlad Cornea | 64 7 | 6 3      | 6 4 |            |
| 4. |       | Ioannis Xilas Luca Preda                                                | 6 1  | 6 4      |     |            |
| 5. |       | Aristotelis Thanos Marius Copil                                         |      |          |     | nehrálo se |
| |       |                                                                         |      |          |     |            |
| |       |                                                                         |      |          |     |            |
| |       |                                                                         |      |          |     |            |
| |       |                                                                         |      |          |     |            |
| |       |                                                                         |      |          |     |            |

### Bulharsko vs. Bosna a Hercegovina
| | Bulharsko | 1 :                                                             | 3       | Bosna a Hercegovina |          |            |
| --- | --------- | --------------------------------------------------------------- | ------- | ------------------- | -------- | ---------- |
| Tennis Center Avenue, Burgas, Bulharsko 3.–4. února 2024 tvrdý (hala) |           |                                                                 |         |                     |          |            |
| \| \| \| \| 1. \| 2. \| 3. \| \| \| -- \| \| --------------------------------------------------------------- \| ------- \| --- \| -------- \| ---------- \| \| 1. \| \| Dimitar Kuzmanov Nerman Fatić \| 6 3 \| 3 6 \| 4 6 \| \| \| 2. \| \| Janaki Milev Damir Džumhur \| 3 6 \| 2 6 \| \| \| \| 3. \| \| Alexandr Donski / Alexandar Lazarov Mirza Bašić / Damir Džumhur \| 610 712 \| 3 6 \| \| \| \| 4. \| \| Petr Nestěrov Andrej Nedić \| 4 6 \| 6 2 \| [10] [8] \| \| \| 5. \| \| Janaki Milev Nerman Fatić \| \| \| \| nehrálo se \| \| \| \| \| \| \| \| \| \| \| \| \| \| \| \| \| \| \| \| \| \| \| \| \| \| \| \| \| \| \| \| \| \| \| \| \| \| \| \| \| |           |                                                                 |         |                     |          |            |
| |           |                                                                 | 1.      | 2.                  | 3.       |            |
| 1. |           | Dimitar Kuzmanov Nerman Fatić                                   | 6 3     | 3 6                 | 4 6      |            |
| 2. |           | Janaki Milev Damir Džumhur                                      | 3 6     | 2 6                 |          |            |
| 3. |           | Alexandr Donski / Alexandar Lazarov Mirza Bašić / Damir Džumhur | 610 712 | 3 6                 |          |            |
| 4. |           | Petr Nestěrov Andrej Nedić                                      | 4 6     | 6 2                 | [10] [8] |            |
| 5. |           | Janaki Milev Nerman Fatić                                       |         |                     |          | nehrálo se |
| |           |                                                                 |         |                     |          |            |
| |           |                                                                 |         |                     |          |            |
| |           |                                                                 |         |                     |          |            |
| |           |                                                                 |         |                     |          |            |
| |           |                                                                 |         |                     |          |            |

### Uzbekistán vs. Polsko
| | Uzbekistán | 0 :                                                             | 4    | Polsko |    |            |
| --- | ---------- | --------------------------------------------------------------- | ---- | ------ | -- | ---------- |
| Humo Arena, Taškent, Uzbekistán 2.–3. února 2024 tvrdý (hala) |            |                                                                 |      |        |    |            |
| \| \| \| \| 1. \| 2. \| 3. \| \| \| -- \| \| --------------------------------------------------------------- \| ---- \| --- \| -- \| ---------- \| \| 1. \| \| Sergej Fomin Hubert Hurkacz \| 2 6 \| 1 6 \| \| \| \| 2. \| \| Chumojun Sultanov Maks Kaśnikowski \| 3 6 \| 1 6 \| \| \| \| 3. \| \| Sergej Fomin / Chumojun Sultanov Hubert Hurkacz / Jan Zieliński \| 61 7 \| 4 6 \| \| \| \| 4. \| \| Maxim Šin Kamil Majchrzak \| 1 6 \| 1 6 \| \| \| \| 5. \| \| Sergej Fomin Maks Kaśnikowski \| \| \| \| nehrálo se \| \| \| \| \| \| \| \| \| \| \| \| \| \| \| \| \| \| \| \| \| \| \| \| \| \| \| \| \| \| \| \| \| \| \| \| \| \| \| \| \| |            |                                                                 |      |        |    |            |
| |            |                                                                 | 1.   | 2.     | 3. |            |
| 1. |            | Sergej Fomin Hubert Hurkacz                                     | 2 6  | 1 6    |    |            |
| 2. |            | Chumojun Sultanov Maks Kaśnikowski                              | 3 6  | 1 6    |    |            |
| 3. |            | Sergej Fomin / Chumojun Sultanov Hubert Hurkacz / Jan Zieliński | 61 7 | 4 6    |    |            |
| 4. |            | Maxim Šin Kamil Majchrzak                                       | 1 6  | 1 6    |    |            |
| 5. |            | Sergej Fomin Maks Kaśnikowski                                   |      |        |    | nehrálo se |
| |            |                                                                 |      |        |    |            |
| |            |                                                                 |      |        |    |            |
| |            |                                                                 |      |        |    |            |
| |            |                                                                 |      |        |    |            |
| |            |                                                                 |      |        |    |            |

### Nový Zéland vs. Turecko
| | Nový Zéland | 1 :                                                           | 3    | Turecko |      |            |
| --- | ----------- | ------------------------------------------------------------- | ---- | ------- | ---- | ---------- |
| ASB Tennis Arena, Auckland, Nový Zéland 2.–3. února 2024 tvrdý |             |                                                               |      |         |      |            |
| \| \| \| \| 1. \| 2. \| 3. \| \| \| -- \| \| ------------------------------------------------------------- \| ---- \| --- \| ---- \| ---------- \| \| 1. \| \| Kiranpal Pannu Cem İlkel \| 6 3 \| 6 2 \| \| \| \| 2. \| \| Ajeet Rai Yankı Erel \| 7 65 \| 2 6 \| 4 6 \| \| \| 3. \| \| Marcus Daniell / Finn Reynolds Altuğ Çelikbilek / Ergi Kırkın \| 6 3 \| 3 6 \| 65 7 \| \| \| 4. \| \| Ajeet Rai Altuğ Çelikbilek \| 3 6 \| 2 6 \| \| \| \| 5. \| \| Kiranpal Pannu Yankı Erel \| \| \| \| nehrálo se \| \| \| \| \| \| \| \| \| \| \| \| \| \| \| \| \| \| \| \| \| \| \| \| \| \| \| \| \| \| \| \| \| \| \| \| \| \| \| \| \| |             |                                                               |      |         |      |            |
| |             |                                                               | 1.   | 2.      | 3.   |            |
| 1. |             | Kiranpal Pannu Cem İlkel                                      | 6 3  | 6 2     |      |            |
| 2. |             | Ajeet Rai Yankı Erel                                          | 7 65 | 2 6     | 4 6  |            |
| 3. |             | Marcus Daniell / Finn Reynolds Altuğ Çelikbilek / Ergi Kırkın | 6 3  | 3 6     | 65 7 |            |
| 4. |             | Ajeet Rai Altuğ Çelikbilek                                    | 3 6  | 2 6     |      |            |
| 5. |             | Kiranpal Pannu Yankı Erel                                     |      |         |      | nehrálo se |
| |             |                                                               |      |         |      |            |
| |             |                                                               |      |         |      |            |
| |             |                                                               |      |         |      |            |
| |             |                                                               |      |         |      |            |
| |             |                                                               |      |         |      |            |

### Mexiko vs. Dánsko
| | Mexiko | 1 :                                                                                | 3    | Dánsko |     |            |
| --- | ------ | ---------------------------------------------------------------------------------- | ---- | ------ | --- | ---------- |
| Hacienda San Javier, Zapopan, Mexiko 3.–4. února 2024 antuka |        |                                                                                    |      |        |     |            |
| \| \| \| \| 1. \| 2. \| 3. \| \| \| -- \| \| ---------------------------------------------------------------------------------- \| ---- \| ---- \| --- \| ---------- \| \| 1. \| \| Ernesto Escobedo Elmer Møller \| 7 5 \| 2 6 \| 2 6 \| \| \| 2. \| \| Rodrigo Pacheco Méndez August Holmgren \| 7 65 \| 62 7 \| 6 3 \| \| \| 3. \| \| Hans Hach Verdugo / Miguel Ángel Reyes-Varela August Holmgren / Johannes Ingildsen \| 61 7 \| 7 61 \| 4 6 \| \| \| 4. \| \| Ernesto Escobedo August Holmgren \| 4 6 \| 4 6 \| \| \| \| 5. \| \| Rodrigo Pacheco Méndez Elmer Møller \| \| \| \| nehrálo se \| \| \| \| \| \| \| \| \| \| \| \| \| \| \| \| \| \| \| \| \| \| \| \| \| \| \| \| \| \| \| \| \| \| \| \| \| \| \| \| \| |        |                                                                                    |      |        |     |            |
| |        |                                                                                    | 1.   | 2.     | 3.  |            |
| 1. |        | Ernesto Escobedo Elmer Møller                                                      | 7 5  | 2 6    | 2 6 |            |
| 2. |        | Rodrigo Pacheco Méndez August Holmgren                                             | 7 65 | 62 7   | 6 3 |            |
| 3. |        | Hans Hach Verdugo / Miguel Ángel Reyes-Varela August Holmgren / Johannes Ingildsen | 61 7 | 7 61   | 4 6 |            |
| 4. |        | Ernesto Escobedo August Holmgren                                                   | 4 6  | 4 6    |     |            |
| 5. |        | Rodrigo Pacheco Méndez Elmer Møller                                                |      |        |     | nehrálo se |
| |        |                                                                                    |      |        |     |            |
| |        |                                                                                    |      |        |     |            |
| |        |                                                                                    |      |        |     |            |
| |        |                                                                                    |      |        |     |            |
| |        |                                                                                    |      |        |     |            |

### Pákistán vs. Indie
| | Pákistán | 0 :                                                        | 4    | Indie |     |            |
| --- | -------- | ---------------------------------------------------------- | ---- | ----- | --- | ---------- |
| Pákistánský sportovní komplex, Islámábád, Pákistán 3.–4. února 2024 tráva |          |                                                            |      |       |     |            |
| \| \| \| \| 1. \| 2. \| 3. \| \| \| -- \| \| ---------------------------------------------------------- \| ---- \| ---- \| --- \| ---------- \| \| 1. \| \| Ajsám Kúreší Ramkumar Ramanathan \| 7 63 \| 64 7 \| 0 6 \| \| \| 2. \| \| Aqeel Khan Sriram Baladži \| 5 7 \| 3 6 \| \| \| \| 3. \| \| Aqeel Khan / Muzammil Murtaza Juki Bhambri / Saketh Myneni \| 2 6 \| 65 7 \| \| \| \| 4. \| \| Shoaib Khan Niki Poonača \| 3 6 \| 4 6 \| \| \| \| 5. \| \| Ajsám Kúreší Sriram Baladži \| \| \| \| nehrálo se \| \| \| \| \| \| \| \| \| \| \| \| \| \| \| \| \| \| \| \| \| \| \| \| \| \| \| \| \| \| \| \| \| \| \| \| \| \| \| \| \| |          |                                                            |      |       |     |            |
| |          |                                                            | 1.   | 2.    | 3.  |            |
| 1. |          | Ajsám Kúreší Ramkumar Ramanathan                           | 7 63 | 64 7  | 0 6 |            |
| 2. |          | Aqeel Khan Sriram Baladži                                  | 5 7  | 3 6   |     |            |
| 3. |          | Aqeel Khan / Muzammil Murtaza Juki Bhambri / Saketh Myneni | 2 6  | 65 7  |     |            |
| 4. |          | Shoaib Khan Niki Poonača                                   | 3 6  | 4 6   |     |            |
| 5. |          | Ajsám Kúreší Sriram Baladži                                |      |       |     | nehrálo se |
| |          |                                                            |      |       |     |            |
| |          |                                                            |      |       |     |            |
| |          |                                                            |      |       |     |            |
| |          |                                                            |      |       |     |            |
| |          |                                                            |      |       |     |            |

### Litva vs. Gruzie
| | Litva | 3 :                                                                   | 2    | Gruzie |       |  |
| --- | ----- | --------------------------------------------------------------------- | ---- | ------ | ----- |  |
| SEB Arena, Vilnius, Litva 3.–4. února 2024 tvrdý |       |                                                                       |      |        |       |  |
| \| \| \| \| 1. \| 2. \| 3. \| \| \| -- \| \| --------------------------------------------------------------------- \| ---- \| --- \| ----- \| \| \| 1. \| \| Vilius Gaubas Saba Purceladze \| 3 6 \| 6 1 \| 5 7 \| \| \| 2. \| \| Ričardas Berankis Zura Tkemaladze \| 6 2 \| 6 2 \| \| \| \| 3. \| \| Tadas Babelis / Edas Butvilas Aleksandre Bakši / Aleksandre Metreveli \| 5 7 \| 6 4 \| 4 6 \| \| \| 4. \| \| Ričardas Berankis Saba Purceladze \| 7 65 \| 3 6 \| 79 67 \| \| \| 5. \| \| Vilius Gaubas Zura Tkemaladze \| 7 5 \| 6 3 \| \| \| \| \| \| \| \| \| \| \| \| \| \| \| \| \| \| \| \| \| \| \| \| \| \| \| \| \| \| \| \| \| \| \| \| \| \| \| \| \| \| \| |       |                                                                       |      |        |       |  |
| |       |                                                                       | 1.   | 2.     | 3.    |  |
| 1. |       | Vilius Gaubas Saba Purceladze                                         | 3 6  | 6 1    | 5 7   |  |
| 2. |       | Ričardas Berankis Zura Tkemaladze                                     | 6 2  | 6 2    |       |  |
| 3. |       | Tadas Babelis / Edas Butvilas Aleksandre Bakši / Aleksandre Metreveli | 5 7  | 6 4    | 4 6   |  |
| 4. |       | Ričardas Berankis Saba Purceladze                                     | 7 65 | 3 6    | 79 67 |  |
| 5. |       | Vilius Gaubas Zura Tkemaladze                                         | 7 5  | 6 3    |       |  |
| |       |                                                                       |      |        |       |  |
| |       |                                                                       |      |        |       |  |
| |       |                                                                       |      |        |       |  |
| |       |                                                                       |      |        |       |  |
| |       |                                                                       |      |        |       |  |